# Юлленшерна, Юхан Нильссон
Юхан Нильссон Юлленшерна (швед. Johan Nilsson Gyllenstierna) (в польских источниках Ян Гульденстерн (пол. Jan Guldenstern); 31 января 1569, Стокгольм — 1617, Гданьск) — шведский аристократ, адмирал флота на службе у короля Речи Посполитой Сигизмунда III Вазы.

## Биография
Сын многолетнего канцлера Швеции Нильса Юранссона, который первым в роду начал использовать имя «Gyllenstierna» (Золотая Звезда).
Был женат на графине Сигрид, дочери Пера Браге Старшего.
Юхан Нильссон принадлежал к этой части шведского дворянства, которая не поддержала Карла, герцога Сёдерманландского (будущего короля Швеции Карла IX).
В 1598 год у он был послан Сигизмундом III для защиты крепости Кальмар от шведов , а после её потери, назначен адмиралом, командовал отрядом из восьми кораблей, который в конце сентября 1599 год а отплыл из Гданьска, чтобы высадить десант на юго-западном побережье Швеции под Эльфсборгом (сегодня часть Гётеборга). Несмотря на содействие датского короля Кристиана IV, пропустившего флот через пролив Эресунн, операция потерпела фиаско — Юлленшерне не удалось переубедить шведские гарнизоны перейти на сторону Сигизмунда III, и кроме того был потерян севший на рифы адмиральский корабль. Юхану пришлось продать несколько кораблей в Копенгагене, а остальные отвести в Любек, где они были интернированы.
В январе 1600 года Карл, герцог Сёдерманландский написал Юхану Нильссону письмо с предложением вернуться в Швецию и пообещал тому принять на службу. Юлленшерна, однако, остался верен Сигизмунду III Вазе и вернулся в Гданьск .
В 1602 году во главе немецкого пехотного отряда он воевал при Завойске против войск Карла Сёдерманландского . В этот период времени он начал использовать имя в немецкой формулировке «Guldenstern», так оно легче произносилось, чем оригинальная шведская «Gyllenstierna».
Похоронен в Церкви Девы Марии в Гданьске.
Его сын Сигизмунд Гульденстерн (1598 —1666), государственный деятель Речи Посполитой .